# أسلام أباد فندرسك (كتول)
أسلام أباد فندرسك (بالفارسية: اسلام‌آباد فندرسک) هي قرية تقع في إيران في قسم کتول الریفي. يقدر عدد سكانها بـ 275 نسمة .